# Гомеш, Сана (1999)
Сана́ Го́меш или просто Сана́ (порт. Saná Gomes; род. 10 октября 1999, Бисау) — португальский и бисау-гвинейский футболист, защитник клуба «Дебрецен» и национальной сборной Гвинеи-Бисау. Выступает на правах арендного соглашения в болгарском клубе «Берое».

## Карьера

### Молодёжная карьера
Начинал заниматься футболом в «Фонтайньяш». Позже также прошёл академии «Эшторил-Прая», «Шавеша» и клуба «Униан Лейрия».

### «Униан Лейрия»
Первый профессиональный клуб игрока стал «Униан Лейрия». За основную команду игрок дебютировал в чемпионате Португалии, который является третьим по силе дивизионом в стране, 14 мая 2017 года в матче против «Гафетенсе». В дальнейшем за команду на поле больше не вышел.

### «Брага» Б
В сентябре 2017 года перешёл во вторую команду «Браги».

#### Аренда в «Монталегре»
В сентябре 2017 года отправился в аренду в «Монталегре». Дебютировал за клуб 10 сентября 2019 года в матче против «Педрас Сальгадас», выйдя на замену на 62 минуте. Провёл за клуб только 3 матча. По окончании аренды покинул клуб.

#### Аренда в «1º Дезембро»
Зимой 2018 года отправился в аренду в «1º Дезембро». Дебютировал за клуб 25 февраля 2018 года в матче против «Мафры». Дебютным голом отметился 31 марта 2018 года в матче против клуба «Вилафранкенсе». Закрепился в основной команде. По окончании сезона в июне 2018 года покинул клуб.
По возвращении в «Брагу» отправился выступать в команду до 23 лет.

### «Сертаненсе»
В июле 2019 года перешёл в «Сертаненсе». Дебютировал за клуб 18 августа 2018 года в матче против «Торренсе». В первых своих 3 матчах отличился 3 жёлтыми карточками. Первым голом за клуб отличился в Кубке Португалии 8 сентября 2019 года против клуба «Олейрос». Стал основным защитником клуба. По итогу сезона провёл 23 мата и забил 1 гол во всех турнирах.

### «Ноа»
В марте 2020 года перешёл в клуб из армянской Премьер-лиги «Ноа». Дебютировал за клуб 7 марта 2020 года в матче против «Пюника». В дальнейшем в чемпионате в этом сезоне не выступал. Свой последний матч в сезоне сыграл в Кубке Армении 11 марта 2020 года против «Урарту». Стал обладателем Кубка Армении.
В сезоне 2020/21 начал играть выступать как основной защитник. Первый матч сыграл 9 августа 2020 года за Суперкубок Армении, где игрок с командой обыграл прошлогоднего победителя армянской Премьер-лиги «Арарат-Армению». Чемпионат начал 16 августа 2020 года с матча против «Ширака». Дебютировал в Лиге Европы УЕФА в квалификационном матче 27 августа 2020 года против «Кайрата». Первые голы забил 22 сентября 2020 года в матче против клуба «Урарту», где гвинейский защитник записал на свой счёт дубль. Занял с клубом 2 место в Премьер-лиге. Закрепившись в роли основного левого защитника, футболист вышел на поле 22 раза и отличился 2 забитыми голами.
Сезон 2021/22 начинал с Лиги конференций УЕФА, где игрок с клубом в квалификационных матчах встретились с клубом «КуПС». Первая встреча прошла в пользу армянского клуба, который выиграл матч со счётом 1:0. Однако в ответной встрече «Ноа» потерпело сокрушительное поражение со счётом 0:5 и выбыло с турнира. В Премьер-лиге первый матч сыграл 13 августа 2021 года против ереванского «ЦСКА».

### «Дебрецен»
В июле 2022 года футболист на правах свободного агента перешёл в венгерский клуб «Дебрецен». Дебютировал за клуб 31 июля 2022 года в матче против клуба «Кишварда», выйдя на замену в начале второго тайма. Первым результативным действием отличился 12 августа 2022 года в мате против клуба «Вашаш», отдав голевую передачу. Однако затем футболист стал получать меньше игровой практики, постоянно оставаясь на скамейке запасных, сыграв всего в 5 матчах за клуб вов сех турнирах.

#### Аренда в «Берое»
В январе 2023 года футболист на правах арендного соглашения отправился в болгарский клуб «Берое». Дебютировал за клуб 12 февраля 2023 года в матче против софийского ЦСКА. В следующем матче 18 февраля 2023 года против клуба «Черно море» отличился дебютной результативной передачей.

## Международная карьера
Дебютировал за сборную Гвинеи-Бисау 23 марта 2022 года в матче против Экваториальной Гвинеи.

## Достижения
«Ноа»
- Обладатель Кубка Армении — 2019/20
- Обладатель Суперкубка Армении — 2020/21